# Marc Betton
Pour les articles homonymes, voir Betton (homonymie).
Marc Betton est un acteur et metteur en scène français né le 4 janvier 1945 à Nîmes et mort le 15 septembre 2015 au Coudray.
Il est connu pour avoir joué pendant dix ans, de 1997 à 2007, le commissaire Henri Meurteaux dans la série télévisée PJ.

## Biographie
Marc Betton est né le 4 janvier 1945.
Il joue dans de nombreuses pièces mises en scène par Georges Lavaudant.
De 1997 à 2007, il tient le rôle du commissaire Henri Meurteaux dans la série télévisée PJ.
Il meurt le 15 septembre 2015.

## Filmographie

### Cinéma
- 1985 : Régime sans pain de Raoul Ruiz
- 1986 : Jean de Florette de Claude Berri : Martial
- 1986 : Manon des sources de Claude Berri : Martial
- 1986 : Richard III de Raoul Ruiz : Sir William Catesby / Édouard IV
- 1989 : Deux de Claude Zidi :
- 1989 : L'Orchestre rouge de Jacques Rouffio : le dentiste
- 1990 : Faux et usage de faux de Laurent Heynemann : Garaud
- 1991 : On peut toujours rêver de Pierre Richard : Falcon
- 1991 : Les Enfants du vent de Krzysztof Rogulski :
- 1993 : Hélas pour moi de Jean-Luc Godard : le médecin
- 1993 : La Cavale des fous de Marco Pico : Verebelli
- 1994 : Grosse Fatigue de Michel Blanc : l'officier de gendarmerie
- 1994 : Petits arrangements avec les morts de Pascale Ferran : le médecin de Zaza
- 1995 : L'Année Juliette de Philippe Le Guay :
- 1995 : Fiesta de Pierre Boutron : Sergent Fabra
- 1996 : Pourvu que ça dure de Michel Thibaud : Gauthier
- 1996 : Le Cri de la soie d'Yvon Marciano : le directeur de la prison
- 1997 : C'est pour la bonne cause de Jacques Fansten : Combard
- 1999 : Superlove de Jean-Claude Janer : Père Roland
- 2000 : L'Affaire Marcorelle de Serge Le Péron : le procureur Puyricard
- 2003 : Marie et le Loup d'Ève Heinrich : Claude
- 2003 : La Petite Lili de Claude Miller : Guy
- 2004 : Rois et Reine d'Arnaud Desplechin : Léopold Virag
- 2006 : Selon Charlie de Nicole Garcia : le commanditaire du braquage
- 2008 : Parlez-moi de la pluie d'Agnès Jaoui : Horowitz, le producteur

### Télévision

#### Téléfilms
- 1972 : Le Fils du ciel d'Alain Dhénaut
- 1990 : Les Disparus de Saint-Agil de Jean-Louis Benoît : Monsieur Mirambeau
- 1991 : Le Piège de Serge Moati
- 1992 : Le Temps et la chambre de Patrice Chéreau : l'homme sans montre
- 1992 : Hôtel du Parc, documentaire de Pierre Beuchot : Xavier Vallat
- 2003 : La Faux de Jean-Dominique de La Rochefoucauld : le curé Antus
- 2005 : Un prof en cuisine de Christiane Lehérissey : L'élu régional
- 2005 : Trois jours en juin de Philippe Venault : le maire
- 2006 : Le Sang noir de Peter Kassovitz :	Marchandeau
- 2007 : Le Lien de Denis Malleval : Victor

#### Séries télévisées
- 1991 : Jeux de rôle d'Emmanuel Fonlladosa, scénario de Marc Betton
- 1991 : Le Roi Mystère (mini-série) : le bourreau (1 épisode)
- 1993 : Inspecteur Médeuze : Jo (1 épisode)
- 1994 : Julie Lescaut : Ferland (1 épisode)
- 1994 : Novacek (1 épisode)
- 1995 : L'Instit : Corbier (1 épisode)
- 1997 - 2007 : PJ : commissaire Henri Meurteaux (saisons 1 à 11)

## Théâtre

### Comédien
- 1973, 1975 : Lorenzaccio d'Alfred de Musset, mise en scène Georges Lavaudant (Maison de la Culture de Grenoble)
- 1975, 1976 : Le Roi Lear de William Shakespeare, mise en scène Georges Lavaudant (Maison de la Culture de Grenoble)
- 1976 : Palazzo Mentale de Pierre Bourgeade, mise en scène Georges Lavaudant (Maison de la Culture de Grenoble)
- 1978 : Maître Puntila et son valet Matti de Bertolt Brecht, mise en scène Georges Lavaudant (Maison de la Culture de Grenoble, Théâtre Mogador, Théâtre national de Nice)
- 1983 : Les Céphéides de Jean-Christophe Bailly, mise en scène Georges Lavaudant (Maison de la Culture de Grenoble, Théâtre national de Strasbourg, Festival d'Avignon, Théâtre de la Ville)
- 1984 : Richard III de William Shakespeare, mise en scène Georges Lavaudant (Théâtre national de Strasbourg, Festival d'Avignon)
- 1985 : Les Trois Sœurs d'Anton Tchekhov, mise en scène Ariel Garcia-Valdès (Maison de la Culture de Grenoble)
- 1986 : Six personnages en quête d'auteur de Luigi Pirandello, mise en scène Bruno Boëglin (Maison de la Culture de Grenoble, Théâtre national populaire)
- 1987 : Baal de Bertolt Brecht, mise en scène Georges Lavaudant (Théâtre de la Ville, Théâtre national populaire)
- 1987 : Dans la jungle des villes de Bertolt Brecht, mise en scène Georges Lavaudant (Théâtre de la Ville, Théâtre national populaire)
- 1988 : Veracruz de Georges Lavaudant, mise en scène Georges Lavaudant (Théâtre national populaire)
- 1989 : Féroé la nuit de Michel Deutsch, mise en scène Georges Lavaudant (Théâtre de la Ville)
- 1990 : Platonov d'Anton Tchekhov, mise en scène Georges Lavaudant (Théâtre national populaire, Théâtre de la Ville, Théâtre national de Nice)
- 1991 : Le Temps et la chambre de Botho Strauss, mise en scène Patrice Chéreau (Odéon–Théâtre de l'Europe)
- 1992 : Pandora de Jean-Christophe Bailly, mise en scène Georges Lavaudant (Théâtre national populaire, MC93 Bobigny)
- 1993 : Un chapeau de paille d'Italie d'Eugène Labiche, mise en scène Georges Lavaudant (Théâtre national populaire, Théâtre des 13 vents, Théâtre de la Ville)
- 1995 : Lumières (I) Près des ruines de Jean-Christophe Bailly, Michel Deutsch, Jean-François Duroure, Georges Lavaudant, mise en scène Georges Lavaudant (Théâtre national de Bretagne, Théâtre national populaire, MC93 Bobigny)
- 1995 : Lumières (II) Sous les arbres de Jean-Christophe Bailly, Michel Deutsch, Jean-François Duroure, Georges Lavaudant, mise en scène Georges Lavaudant (MC93 Bobigny)
- 1996 : Le Roi Lear de William Shakespeare, mise en scène Georges Lavaudant (Odéon–Théâtre de l'Europe, Théâtre national populaire, Théâtre national de Strasbourg)
- 1996 : La Cour des comédiens d'Antoine Vitez, mise en scène Georges Lavaudant (Festival d'Avignon)
- 1996 : Bienvenue & Cabaret, mise en scène Georges Lavaudant (Odéon–Théâtre de l'Europe)
- 1997 : Un chapeau de paille d'Italie d'Eugène Labiche, mise en scène Georges Lavaudant (Odéon–Théâtre de l'Europe)
- 1997 : Histoires de France de Michel Deutsch et Georges Lavaudant, mise en scène Georges Lavaudant (Théâtre de l'Athénée-Louis-Jouvet, Odéon–Théâtre de l'Europe, Opéra Comédie)
- 1998 : Tambours dans la nuit de Bertolt Brecht, mise en scène Georges Lavaudant (Odéon–Théâtre de l'Europe)
- 1998 : La Noce chez les petits bourgeois de Bertolt Brecht, mise en scène Georges Lavaudant (Odéon–Théâtre de l'Europe)

### Metteur en scène
- 1977 : Jeanne Royer ou le drame du fermier, d'après Jeanne de Royer de Victor Dallemont (Grenoble)
- 1977 : Jeanne Royer (M.J.C. des Marquisats, Annecy)
- 1998 : Le Buisson (Odéon–Théâtre de l'Europe)
- 2000 : La Mouette d'Anton Tchekhov (MC93 Bobigny)
- 2001 : Pourquoi j'ai jeté ma grand-mère dans le Vieux-Port de Serge Valletti (Théâtre national de Chaillot, Paris)